# Osibisa (album)
Osibisa è il primo album del gruppo musicale britannico omonimo, pubblicato dalle casa discografica MCA nel 1971.
Negli Stati Uniti venne pubblicato dalla Decca
L'album è prodotto da Tony Visconti.

## Tracce
LATO A
1. The Dawn – 7:24 (Teddy Osei, Sol Amarfio)
2. Music for Gong Gong – 5:27 (Teddy Osei, Mac Tontoh)
3. Ayiko Bia – 7:52 (Teddy Osei)

LATO B
1. Akwaaba – 4:19 (Teddy Osei, Mac Tontoh)
2. Oranges – 4:43 (Teddy Osei)
3. Phallus C – 7:15 (Spartacus R)
4. Think About the People' – 4:36 (Teddy Osei, Mac Tontoh, Sol Amarfio, Spartacus R, Wendell Richardson, Robert Bailey, Loughty Lasisi Amao)

## Formazione
- Teddy Osei: voce, sax tenore, flauto, percussioni
- Wendell Richardson: voce, chitarre
- Sol Amarfio: batteria
- Spartacus R: basso, percussioni
- Robert Bailey: organo, pianoforte
- Mac Tontoh: tromba, flicorno, cabasa
- Loughty Amao: sax tenore, sax baritono, congas